# 古河藩
古河藩（こがはん）は、下総国葛飾郡（現在の茨城県古河市）に存在した藩。藩庁は古河城。

## 藩の前史
古河城の発祥は平安時代末期から鎌倉時代初期にかけての御家人である下河辺行平により築城された。
室町時代になると足利尊氏は関東統治のために鎌倉府を設置した。初代鎌倉公方（関東公方）は尊氏の子基氏であった。鎌倉公方は基氏の曾孫で第4代持氏の時、京都の第6代将軍で尊氏の曾孫義教と対立。永享の乱を引き起こして持氏は自害させられ、鎌倉府は滅亡した。義教の没後、持氏の遺児成氏は罪を許され、宝徳元年（1449年）に鎌倉に戻って第5代鎌倉公方となる。享徳3年（1454年）12月、成氏が関東管領上杉憲忠を謀殺したことを端緒として享徳の乱が引き起こされる。山内上杉家は憲忠の後継者に実弟の房顕を立てて体制を立て直し、室町幕府の第8代将軍足利義政に支援を要請した。成氏は房顕を武蔵分倍河原で破ったが、房顕の支援を決定した義政が駿河の今川範忠を動かし、享徳4年（1455年）4月には後花園天皇より成氏追討の綸旨と御旗を賜って成氏を朝敵としたため、成氏は鎌倉を放棄して古河を本拠とした。以後、成氏の系統は古河公方と呼ばれる。
成氏は長禄元年（1457年）に修復が完了した古河城に正式に入城した（『鎌倉大草紙』）。当時の古河公方は下総・下野・常陸に及ぶ強大な勢力圏を誇った。成氏は幕府の派遣した堀越公方の足利政知や上杉家と抗争を続けたが、文明9年（1477年）に成氏は和睦を申し出て5年後に幕府と古河公方家は和睦した。成氏は明応6年（1497年）9月に病死。息子の政氏が第2代古河公方となる。政氏は外交方針をめぐって嫡子の高基と対立。父子が不和になって内紛を起こし、最終的に高基が勝利して政氏は追われて高基が第3代古河公方となる。だが高基の実弟の義明が還俗し、上総守護代の武田氏の勢力を背景にして小弓公方として独立するなど、次第に古河公方の衰退は明らかになっていく。高基は勢力挽回のため、関東で台頭し始めていた北条早雲・氏綱に接近し、嫡子晴氏の正室に氏綱の娘を迎えて北条との連携を図り、天文7年（1538年）には小弓公方を滅ぼした。
だが高基の跡を継いだ晴氏は関東管領上杉憲政に接近して氏綱の嫡子氏康と敵対。天文15年（1546年）に武蔵河越で氏康と戦い兵力では圧倒的に優位ながら大敗した（河越城の戦い）。以後、古河公方家は後北条家の影響下に置かれ、その勢力範囲内の各所を居所として転々とした。晴氏は永禄3年（1560年）に死去。子で第5代の義氏は北条準一門として古河公方に立てられるが、嗣子が無く天正10年（1582年）に死去。古河公方は断絶して後北条家より以後は古河に城番が置かれた。

## 藩史

### 小笠原秀政の時代
天正18年（1590年）に関白豊臣秀吉により小田原征伐が行なわれ、7月に後北条氏が滅び、8月に秀吉の命令で駿河など東海に5カ国を領有していた徳川家康は関東8カ国に国替えとなった。家康は古河を重要視し、亡き嫡男松平信康の娘婿である小笠原秀政を3万石で入部させた。
秀政は荒廃していた古河城を修復・拡張し、隆岩寺を開基した。ただし、古河城を修復・拡張する間は、一旦、栗橋城（現在の茨城県五霞町及び埼玉県久喜市）を居城としていたようで、開基した隆岩寺が古河市内と五霞町内にそれぞれ独立しているのがその証である。慶長6年（1601年）、信濃守護の末裔の秀政を家康は故郷に2万石加増の5万石で戻し、秀政は信濃飯田へ移封された。

### 松平康長の時代
慶長7年（1602年）、上野白井より松平（戸田）康長が2万石で入った。康長は小牧・長久手の戦いから後には大坂の陣まで参戦した武功派重臣の1人で、久松俊勝の娘を正室にしていたことから松平姓を許されていた。古河藩では古河城の拡張（大手門等）、整備を行なっている。慶長17年（1612年）に常陸笠間へ移封となった。雀神社の社殿造営。

### 小笠原家の時代
武蔵国本庄より小笠原信之が1万石加増の2万石で入った。家康覇業の功臣で徳川四天王として知られる酒井忠次の三男であり、小笠原秀政の同族信嶺の養子である。信之は入部してから2年後の慶長19年（1614年）に45歳で死去し、嫡男政信が家督を相続した。元和5年（1619年）、下総関宿へ移封された。

### 奥平忠昌の時代
代わって下野宇都宮より奥平忠昌が1万石加増の11万石で入るが、これは北関東の要衝である宇都宮を幼少の忠昌では治めきれないと考慮されてのこととされる。だがこのために忠昌の祖母加納御前が後任の宇都宮藩主本多正純を憎悪し、元和8年（1622年）に宇都宮城釣天井事件が起こって正純は改易され、忠昌は宇都宮藩に11万石で戻る事になった。なお、それまでの藩主が3万石程度だったのに対し、奥平家は11万石と4倍近い禄高だったことから古河城は大規模に拡張する必要に迫られ、侍屋敷も拡張されて城下町も大きく拡張整備された。

### 永井家の時代
代わって常陸国笠間より永井直勝が7万2000石で入部した。直勝は家康覇業の功臣の1人で小牧・長久手合戦で敵将池田恒興を討ち取った豪傑である。小田原征伐から大坂の陣まで参加した歴戦の将で、寛永2年（1625年）12月に死去した。長男の尚政が跡を継ぎ、元和8年（1623年）から寛永10年（1633年）まで老中を務めた後、同年に山城国淀へ2万8000石加増の10万石で移封された。

### 土井家（第1期）の時代
永井家の後、下総国佐倉より16万2000石で入封した。利勝は徳川家康の落胤とする説がある人物で、家康の時代から徳川家に仕え、徳川秀忠・家光の時代に大老・老中として幕政を統括した人物である。古河では家康を縮小したような人物であるとして「小家康」と称された。利勝は家臣団編成と組織の構成に尽力し、天守閣（ただし江戸の将軍＝天守様という事から「御三階櫓」と称して天守の呼称は使わなかった）の造営などを行なって藩政の基礎を固めた。
利勝の嫡男で第2代藩主の利隆は暗愚だったと伝わり、若年寄罷免に始まり、およそ藩主にふさわしくない不行跡が多かったという。
孫の土井利益のとき、志摩国鳥羽へ移封（本来ならば無嗣断絶のところであったが、利勝の功績などから許されて存続した）。

### 堀田家の時代
土井家の後は上野国安中より堀田正俊が13万石で入封した。正俊は春日局の養子で、第4代将軍徳川家綱の下で老中を務めた人物である。家綱が嗣子無く死去した際、第5代将軍に異母弟綱吉を強力に推した功労者で大老酒井忠清と対立した。このため綱吉が将軍になると正俊は大老に任じられて厚い信任を受け、古河藩に13万石を与えられて入封した。正俊は綱吉初期の政権を掌握して天和・貞享の治と称される幕政を行ったが、貞享元年（1684年）8月28日に江戸城において若年寄稲葉正休により刺殺された。死後、第2代藩主には子の正仲が継ぐが、貞享2年（1685年）に出羽山形へ移封された。この際、所領も10万石に減らされたといわれる。

### 藤井松平家の時代
堀田家の後は大和郡山より藤井松平家の松平（藤井）信之が入る。信之は貞享2年（1685年）に老中となり、古河藩に移封されて従四位下に叙された。古河藩主になると幕政を批判して弾圧されて蟄居の処分を受けた陽明学者の熊沢蕃山の身柄を預かったが、入封した翌年に死去した。第2代藩主には長男の忠之が相続するが、元禄6年（1693年）に乱心して発狂したとして改易され、身柄は弟信通の大和興留藩に預けられて2年後に失意のうちに死去している。
この改易に関しては、忠之が罪人として預かっていた熊沢から農業政策の指導を受けて藩政に介入させ、熊沢の指導により「蕃山堤」と呼ばれる堤防を築くなど幕府の心証を著しく害してしまい、また忠之が熊沢の扱いをめぐり幕府と対立したため改易に追い込まれたとする説も存在する。

### 大河内松平家の時代
藤井松平家が改易された後、武蔵川越から大河内松平家の松平信輝が同じ7万石で入封した。信輝は家光・家綱を支えて「知恵伊豆」と称された老中松平信綱の孫である。信輝は綱吉の側近を務めていた。
宝永6年（1709年）6月、宗見と号した信輝は隠居し、長男の信祝が家督相続するが、正徳2年（1712年）7月に同じ石高で三河吉田へ移封となった。

### 本多家の時代
大河内松平家に代わり、三河刈谷より5万石で本多家の本多忠良が入る。この本多家は徳川家康の時代に武功を挙げて幕府創業に貢献した徳川三傑の本多忠勝の家系であり、忠良はその第8代当主に当たる。もともと本多忠勝宗家は15万石の知行があったが、移封の2年前、越後村上の藩主時代の時に当主の本多忠孝がわずか7歳で死亡して継嗣が無かったため、本来なら断絶するところを忠勝宗家ということもあり特別の配慮をもって分家の忠孝が跡を継いだが、その代償として10万石を削減されて5万石になっていた。ただし忠勝宗家という名族のため、江戸城内では10万石の格式を許され、忠良自身は第8代将軍吉宗の時代に西の丸老中・本丸老中を歴任している。忠良は宝暦元年（1751年）に病死し、次男の忠敝が第2代藩主となった。そして宝暦9年（1759年）7月に石見浜田へ移封となる。
なお、この本多家の支配は47年間と、入れ替わりの激しい古河藩主家の中では土井家に続く長さであった。

### 松井松平家の時代
本多忠勝宗家と入れ替わりで、石見浜田より松井松平家の松平康福が入封する。康福は第9代将軍家重の下で奏者番を勤め、古河入封の年には寺社奉行を兼任し、翌年には大坂城代に任命された。宝暦12年（1762年）9月に三河岡崎へ移封となり、その3ヵ月後に西の丸老中に任命され、そして再度石見浜田へ戻されている。
このように、古河藩は藩主家の交替が激しく、どれも長続きせず、支配が定着しなかった。

### 土井家（第2期）の時代
肥前国唐津より土井利里が入る。このとき藩校・盈科堂も古河に移転した。土井家は80年余前ぶりに古河に戻ったことになるが、以後7代にわたって、幕末まで藩主として定着したため、歴代藩主の中でも土井家が代表格となる。古河歴史博物館には、古河藩の歴代藩主を伝える様々な展示物が今も保存されている。
古河周辺以外にも中世には自治都市として栄え、大坂夏の陣では徳川家康の本陣が置かれた摂津国住吉郡平野郷（現在の大阪市平野区）も藩領とされており（現在の大阪市立平野小学校のあった所に陣屋敷が設けられた）、幕府内でも重要視されていたことがうかがえる。

## 歴代藩主

### 小笠原家
3万石（譜代）
1. 小笠原秀政

### 松平（戸田）家
2万石（譜代）　
1. 松平康長

### 小笠原家
2万石（譜代）
1. 小笠原信之
2. 小笠原政信

### 奥平家
11万石（譜代）
1. 奥平忠昌

### 永井家
7万2000石（譜代）
1. 永井直勝
2. 永井尚政

### 土井家
16万2000石→13万5000石→10万石→7万石（譜代）
1. 土井利勝
2. 土井利隆
3. 土井利重
4. 土井利久
5. 土井利益

### 堀田家
13万石（譜代）
1. 堀田正俊
2. 堀田正仲

### 松平（藤井）家
9万石（譜代）
1. 松平信之
2. 松平忠之

### 松平（大河内）家
7万石（譜代）
1. 松平信輝
2. 松平信祝

### 本多家
5万石（譜代・10万石格)
1. 本多忠良
2. 本多忠敝

### 松平（松井）家
5万石（譜代）
1. 松平康福

### 土井家
7万石→8万石（譜代）
1. 土井利里
2. 土井利見
3. 土井利厚
4. 土井利位
5. 土井利亨
6. 土井利則
7. 土井利与

## 幕末の領地
- 下総国
  - 葛飾郡のうち - 27村
  - 猿島郡のうち - 2村（下総知県事に編入）
- 下野国
  - 寒川郡 - 13村（全域）
  - 都賀郡のうち - 68村
  - 安蘇郡のうち - 2村
  - 梁田郡のうち - 3村（うち2村は館林藩に編入）
  - 足利郡のうち - 2村
- 摂津国
  - 西成郡のうち - 5村
  - 住吉郡のうち - 4村
  - 島下郡のうち - 9村
  - 八部郡のうち - 5村（兵庫県に編入）
  - 菟原郡のうち - 2村（兵庫県に編入）
- 播磨国
  - 美嚢郡のうち - 6村
  - 加東郡のうち - 12村
  - 多可郡のうち - 8村
  - 加西郡のうち - 2村
- 美作国
  - 久米南条郡のうち - 30村

明治維新後に、都賀郡3村（旧旗本領）が加わった。